# EAthena
eAthena es emulador de código abierto de Ragnarok Online. Está escrito en C, aunque se está trabajando en una versión en C++ llamada eApp(eA++). eAthena soporta Linux 32bit y 64bit y Win32/64, aunque se recomienda el uso de Linux para su mejor desempeño y seguridad. eAthena está bajo licencia GPL. eAthena posee 2 versiones, TXT y SQL. Como sus nombres lo dicen SQL trabaja con bases de datos MySQL mientras que txt trabaja con archivos de texto. Se recomienda utilizar SQL para un mejor desempeño. Está actualizado según el cliente coreano de Ragnarok Online (kRO) ya que es el que tiene las últimas novedades de Ragnarok Online.
Muchos de los servidores Ragnarok Online son creados sobre la base de eAthena ya que estos son muy modificables y no son el juego en si, es solo una emulación a diferencia de los servidores basados en el mismo código de Ragnarok Online que son ilegales ya que violan los Derechos de autor que impone Gravity Corp..
Algunos de los servidores más populares funcionan bajo eAthena, debido a ser normalmente gratuitos
Cabe resaltar que todo el material que se encuentra en la parte del cliente, es el que se distribuye sin costo alguno en los  oficiales y que Gravity Corp, solamente exime a Gravity de toda responsabilidad por ello, incluido su servidor gratuito de prueba.